# Pelota basca nos Jogos Pan-Americanos de 2019 - Frontênis em duplas femininas
A categoria frontênis duplas femininas foi disputada nas competições da pelota basca nos Jogos Pan-Americanos de 2019, em Lima. Foi realizada em Villa María del Triunfo de 4 a 10 de agosto.

## Calendário
Horário local (UTC-5).
| Data         | Horário | Fase                |
| ------------ | ------- | ------------------- |
| 4 de agosto  | 11:41   | Fase de grupos      |
| 7 de agosto  | 12:00   | Semifinais          |
| 9 de agosto  | 9:03    | Disputa pelo bronze |
| 10 de agosto | 9:02    | Final               |

## Medalhistas
| Ouro   | MEX Guadalupe Hernández e Ariana Ceped Mora |
| Prata  | CUB Yasmary Medina e Leyanis Castillo       |
| Bronze | PER Nathaly Paredes e Mia Rodríguez         |

## Resultados

### Fase preliminar
A fase preliminar consistiu em dois grupos, onde cada dupla enfrentou outras duas do mesmo grupo uma vez. Ao final da fase, as duas primeiras de cada grupo enfrentaram-se nas semifinais, com as vencedores disputando a final e as perdedoras, o bronze.

#### Grupo A
| Pos | Equipe                                             | J | V | D | GP | GC | SG  | Pts |
| --- | -------------------------------------------------- | - | - | - | -- | -- | --- | --- |
| 1   | México (MEX) Guadalupe Hernandez Ariana Ceped Mora | 2 | 2 | 0 | 60 | 13 | +47 | 6   |
| 2   | Argentina (ARG) Lucila Busson Irina Podversich     | 2 | 1 | 1 | 39 | 62 | −23 | 4   |
| 3   | Venezuela (VEN) Maria Borges Vega Diana Rangel     | 2 | 0 | 2 | 40 | 64 | −24 | 2   |

Horário local (UTC-5).
| 4 de agosto 11:41 Relatório | Hernandez – Ceped Mora | 2–0 | Busson – Podversich | Centro de Esportes de Villa María del Triunfo Árbitro(s): Andrés Emilio Caballero (CUB) |
| 4 de agosto 11:41 Relatório | (15-2, 15-3)           |     |                     | Centro de Esportes de Villa María del Triunfo Árbitro(s): Andrés Emilio Caballero (CUB) |

| 5 de agosto 9:02 Relatório | Hernandez – Ceped Mora | 2–0 | Borges Vega – Rangel | Centro de Esportes de Villa María del Triunfo Árbitro(s): Rolando Antonio Casteleiro (CUB) |
| 5 de agosto 9:02 Relatório | (15-4, 15-4)           |     |                      | Centro de Esportes de Villa María del Triunfo Árbitro(s): Rolando Antonio Casteleiro (CUB) |

| 6 de agosto 10:55 Relatório | Busson – Podversich | 2–1 | Borges Vega – Rangel | Centro de Esportes de Villa María del Triunfo Árbitro(s): Andrés Emilio Caballero (CUB) |
| 6 de agosto 10:55 Relatório | (9-15, 15-9, 10-8)  |     |                      | Centro de Esportes de Villa María del Triunfo Árbitro(s): Andrés Emilio Caballero (CUB) |

#### Grupo B
| Pos | Equipe                                     | J | V | D | GP | GC | SG  | Pts |
| --- | ------------------------------------------ | - | - | - | -- | -- | --- | --- |
| 1   | Cuba (CUB) Yasmary Medina Leyanis Castillo | 2 | 2 | 0 | 60 | 22 | +38 | 6   |
| 2   | Peru (PER) Nathaly Paredes Mia Rodríguez   | 2 | 1 | 1 | 49 | 65 | −16 | 4   |
| 3   | Chile (CHI) Magdalena Muñoz Natalia Bozzo  | 2 | 0 | 2 | 43 | 65 | −22 | 2   |

Horário local (UTC-5).
| 4 de agosto 12:22 Relatório | Medina – Castillo | 2–0 | Muñoz – Bozzo | Centro de Esportes de Villa María del Triunfo Árbitro(s): Jorge Luis Balbi (ARG) |
| 4 de agosto 12:22 Relatório | (15-2, 15-6)      |     |               | Centro de Esportes de Villa María del Triunfo Árbitro(s): Jorge Luis Balbi (ARG) |

| 5 de agosto 9:49 Relatório | Medina – Castillo | 2–0 | Paredes – Rodríguez | Centro de Esportes de Villa María del Triunfo Árbitro(s): Leonardo Gabrie Mondada (URU) |
| 5 de agosto 9:49 Relatório | (15-3, 15-11)     |     |                     | Centro de Esportes de Villa María del Triunfo Árbitro(s): Leonardo Gabrie Mondada (URU) |

| 6 de agosto 12:25 Relatório | Muñoz – Bozzo        | 1-2 | Paredes – Rodríguez | Centro de Esportes de Villa María del Triunfo Árbitro(s): Rolando Antonio Casteleiro (CUB) |
| 6 de agosto 12:25 Relatório | (12-15, 15-10, 8-10) |     |                     | Centro de Esportes de Villa María del Triunfo Árbitro(s): Rolando Antonio Casteleiro (CUB) |

### Semifinais
| 7 de agosto 12:00 Relatório | Hernandez – Ceped Mora | 2-0 | Paredes – Rodríguez | Centro de Esportes de Villa María del Triunfo Árbitro(s): Jorge Luis Balbi (ARG) |
| 7 de agosto 12:00 Relatório | (15-1, 15-1)           |     |                     | Centro de Esportes de Villa María del Triunfo Árbitro(s): Jorge Luis Balbi (ARG) |

| 7 de agosto 12:29 Relatório | Medina – Castillo | 2-0 | Busson – Podversich | Centro de Esportes de Villa María del Triunfo Árbitro(s): Roberto Andrés Jara (CHI) |
| 7 de agosto 12:29 Relatório | (15-6, 15-8)      |     |                     | Centro de Esportes de Villa María del Triunfo Árbitro(s): Roberto Andrés Jara (CHI) |

### Disputa do bronze
| 9 de agosto 9:03 Relatório | Paredes – Rodríguez | 2-0 | Busson – Podversich | Centro de Esportes de Villa María del Triunfo Árbitro(s): Alfonso Franco Romero (CHI) |
| 9 de agosto 9:03 Relatório | (15-11, 15-12)      |     |                     | Centro de Esportes de Villa María del Triunfo Árbitro(s): Alfonso Franco Romero (CHI) |

### Disputa do ouro
| 10 de agosto 9:02 Relatório | Hernandez – Ceped Mora | 2-0 | Medina – Castillo | Centro de Esportes de Villa María del Triunfo Árbitro(s): Jorge Luis Balbi (ARG) |
| 10 de agosto 9:02 Relatório | (15-0, 15-5)           |     |                   | Centro de Esportes de Villa María del Triunfo Árbitro(s): Jorge Luis Balbi (ARG) |